# کونسپسیون (انتیوکیا)
کونسپسیون (انگلیسی: Concepción, Antioquia) نام یک منطقه مسکونی در کلمبیا است.